# ویلیام تراویلا
ویلیام تراویلا (انگلیسی: William Travilla؛ ۲۲ مارس ۱۹۲۰ – ۲ نوامبر ۱۹۹۰) یک طراح صحنه و لباس اهل ایالات متحده آمریکا بود.